# Scottsdale (Arizona)
Scottsdale es una ciudad ubicada en el condado de Maricopa, Arizona, Estados Unidos. Según el censo de 2020, tiene una población de 241 361 habitantes.
Es parte del área metropolitana de Phoenix.
Ha sido una de las ciudades de más rápido crecimiento en los Estados Unidos en las últimas décadas.

## Geografía
Según la Oficina del Censo de los Estados Unidos, Scottsdale tiene una superficie total de 477.71 km², de la cual 476.57 km² corresponden a tierra firme y 1.14 km² es agua. Está situada a pocos kilómetros al norte del río Salado, un afluente del río Gila, que a su vez lo es del río Colorado.

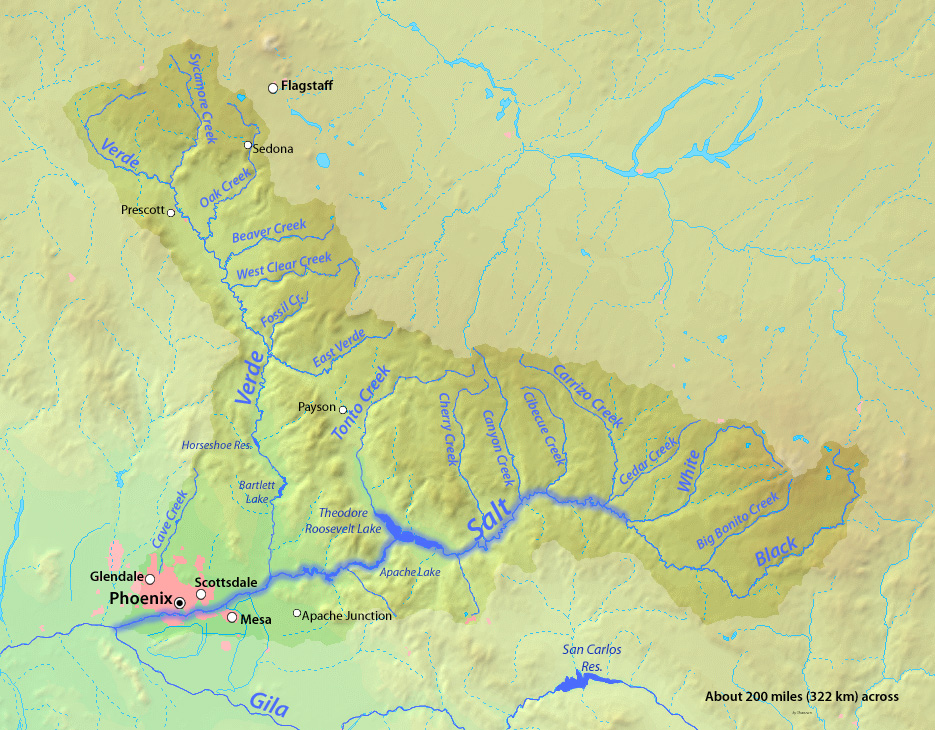
Scottsdale en un mapa del río Salado.
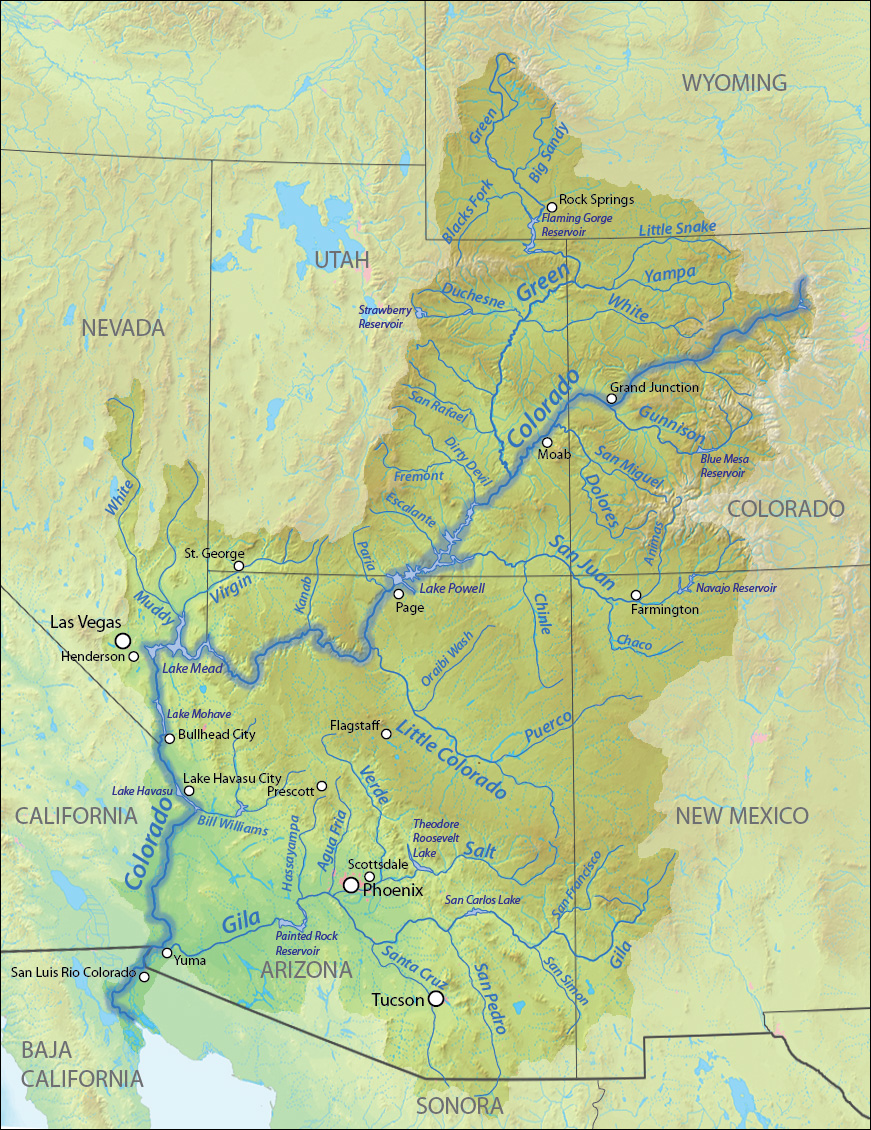
Scottsdale en un mapa del río Colorado

## Demografía
Según el censo de 2020, hay 241 361 personas residiendo en Scottsdale. La densidad de población es de 506,45 hab./km². El 81.03% son blancos, el 2.01% son afroamericanos, el 0.78% son amerindios, el 5.01% son asiáticos, el 0.11% son isleños del Pacífico, el 3.25% son de otras razas y el 7.31% son de una mezcla de razas. Del total de la población, el 9.75% son hispanos o latinos de cualquier raza.

## Patrimonio cultural

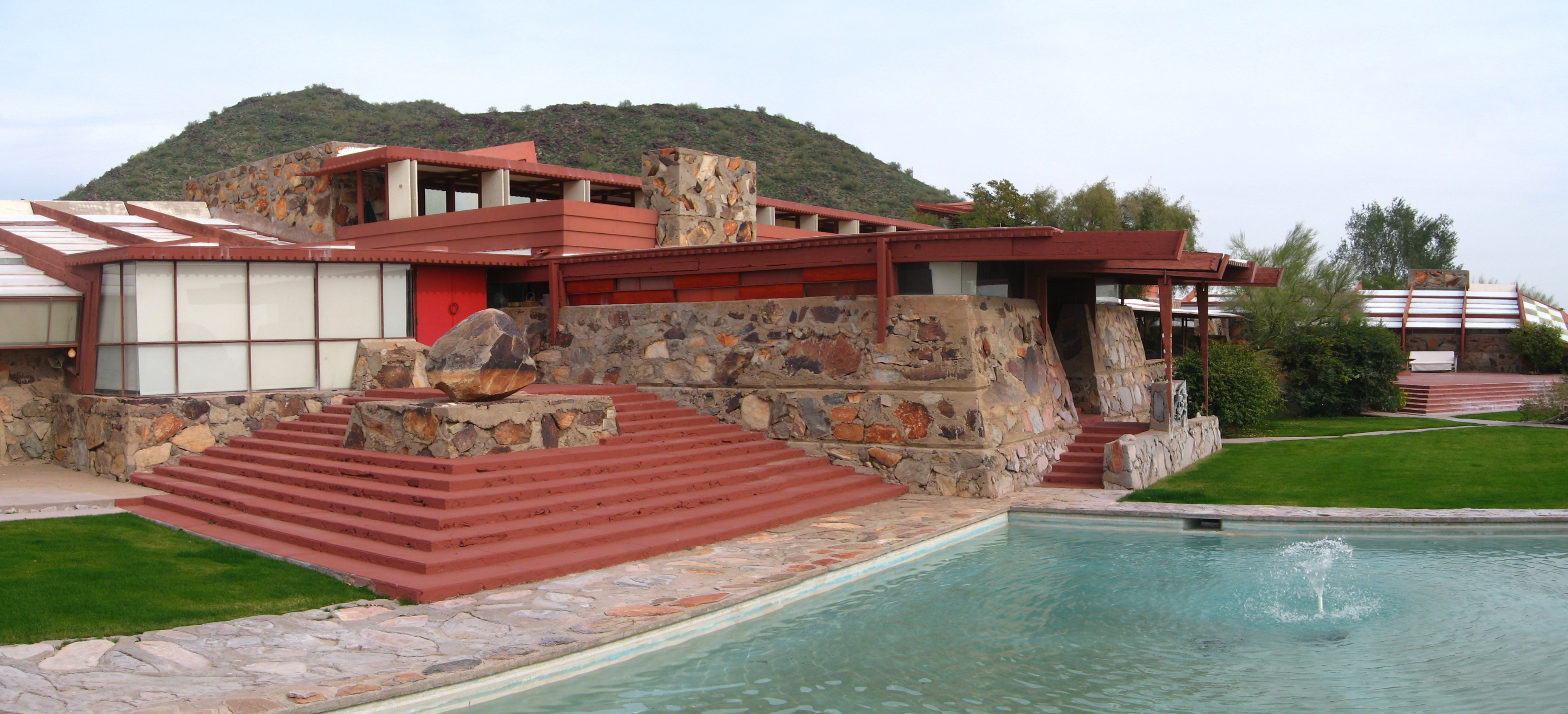
Taliesin West, Frank Lloyd Wright

Los años de la Depresión vieron una afluencia de artistas y arquitectos a Scottsdale, que incluyó, en 1937, a Frank Lloyd Wright. Wright y su esposa compraron 600 acres (240 ha) de desierto al pie de las montañas McDowell y establecieron Taliesin West, su hogar de invierno y la sede suroeste de su estudio de arquitectura. Scottsdale y el resto de Phoenix han visto una influencia eterna de Wright. Muchos edificios en toda la región fueron diseñados por él. Su influencia en la arquitectura regional se conmemora con una calle principal que lleva su nombre y un monumento en forma de aguja de 38 m (125 pies) diseñado por Wright en North Scottsdale.

## Economía
La industria del turismo es el principal empleador de Scottsdale y representa el 39% de la fuerza laboral de la ciudad. En 2005, Scottsdale atrajo a más de 7,5 millones de visitantes a la ciudad, lo que generó un impacto económico de más de $3,100 millones.
La ciudad de Scottsdale está empatada con Atlanta en el cuarto lugar, después de la ciudad de Nueva York, Las Vegas y Chicago, respectivamente, por tener la mayor cantidad de hoteles y resorts AAA Five-Diamond en los Estados Unidos. En 2015, AAA otorgó cuatro de estas propiedades en Scottsdale con el más alto honor: The Phoenician y The Canyon Suites, parte de The Luxury Collection; Four Seasons Hotels Scottsdale at Troon North, y Fairmont Hotels and Resorts Princess Resort and Spa.

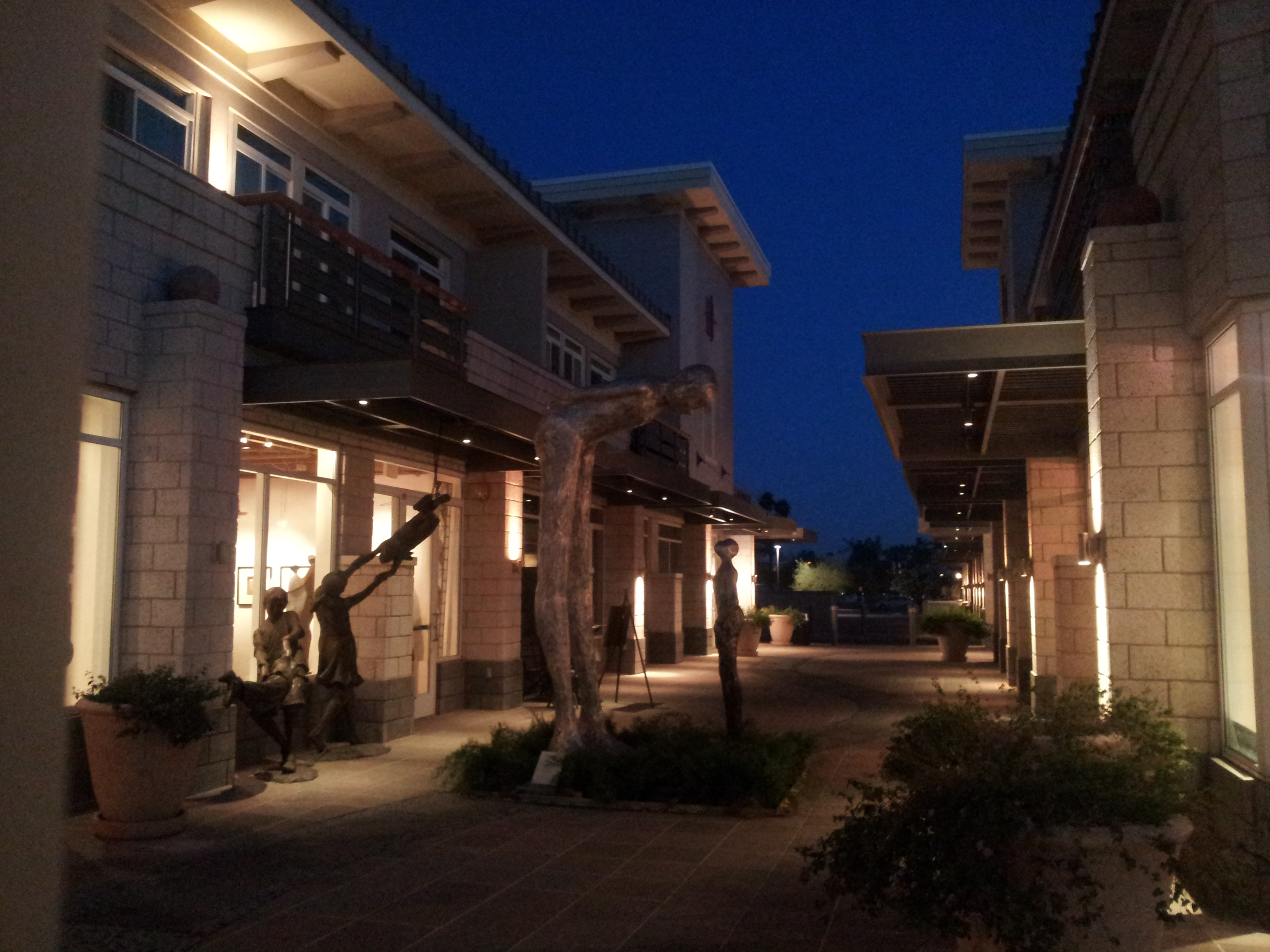
Distrito de las Artes

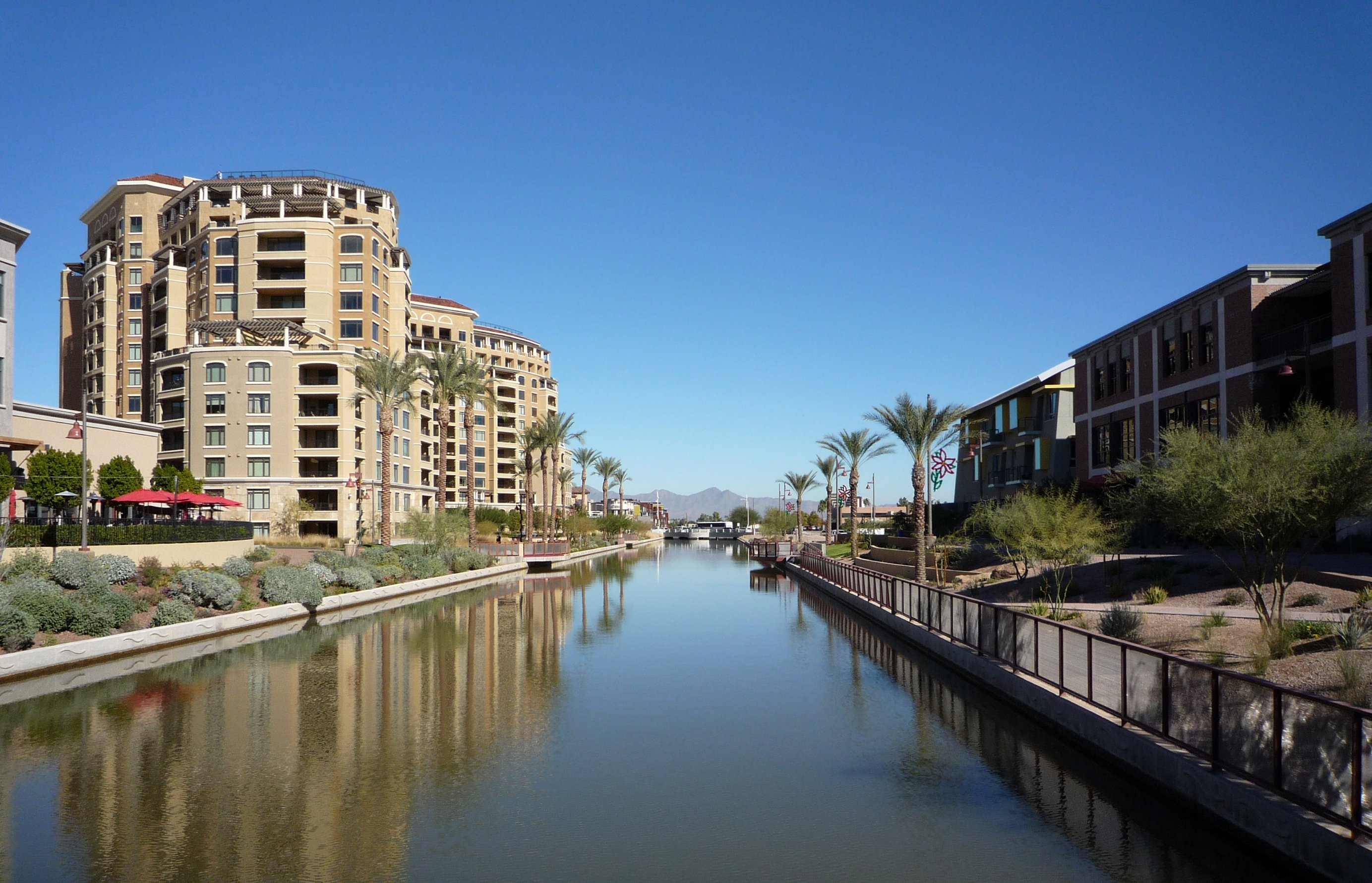
Scottsdale Waterfront

En 2016 Scottsdale tenía la mayor cantidad de spas de destino per cápita de cualquier ciudad de los Estados Unidos.
El clima cálido durante todo el año y la abundante luz solar de la región son un factor importante en el atractivo turístico de Scottsdale. En particular, durante el invierno miles de turistas y jubilados del medio oeste, el noreste y lugares tan lejanos como Canadá (conocidos localmente como snowbirds) inundan el área con visitas de breve a largo plazo. Aquellos que practican la misma rutina de migración anualmente a menudo terminan comprando casas de invierno en el área.
La Clínica Mayo tiene uno de sus tres campus principales en Scottsdale. Esto y sus efectos resultantes han hecho de Scottsdale un destino atractivo para la atención médica.
La industria de la aviación también ha crecido en Scottsdale, con la construcción del Aeropuerto de Scottsdale en North Scottsdale, en la década de 1960. Hoy en día, es uno de los aeropuertos de una sola pista más concurridos de los Estados Unidos en términos de operaciones de aeronaves, aunque hay poco o ningún servicio aéreo comercial. Casi todas las operaciones son de aviación corporativa o general.
El área inmediata que rodea al aeropuerto de Scottsdale, conocida localmente como Airpark, se ha desarrollado rápidamente como un centro comercial regional. Para 2004, el Airpark había crecido hasta convertirse en el segundo centro de empleo más grande en el área metropolitana de Phoenix, con más de 50,000 personas empleadas dentro de un radio de unas pocas millas del aeropuerto, especialmente en finanzas, venta minorista, servicios, tecnología, diseño y campos de fabricación. 

### Comercio minorista
La ciudad alberga puntos de venta corporativos así como boutiques independientes.
Hay muchas áreas comerciales dentro de la ciudad de Scottsdale, que van desde pequeños distritos hasta grandes centros. Los centros comerciales más notables incluyen Kierland Commons y Scottsdale Quarter en North Scottsdale, y Scottsdale Fashion Square en el centro de Scottsdale, un destino importante para los minoristas de alta gama. Estos centros comerciales (y otros) en Scottsdale ofrecen docenas de marcas destacadas que son exclusivas tanto de Phoenix como de la región suroeste.
En 2016, Scottsdale Fashion Square fue clasificado entre los 25 centros comerciales más visitados del país por la revista Travel + Leisure.  Siempre ha sido uno de los centros comerciales más rentables de los Estados Unidos, siendo clasificado en 2016 como el segundo centro comercial con mayores ventas por pie cuadrado en el país.  El centro está anclado por Nordstrom, Macy's, Neiman Marcus y Dillard's. Cuenta con tiendas de alta gama como Apple Store, Saint Laurent, Chanel, Jimmy Choo, Hollister y Armani Express. 
One Scottsdale, una colaboración entre Macerich y DMB Associates, pretende ser el próximo centro comercial de lujo para el área de Phoenix. En un radio de tres millas (4,8 km), el centro tiene un ingreso familiar promedio de $110 292, y su zona de 10 millas (16 km) tiene más hogares que ganan más de $100 000 que varios destinos minoristas famosos, incluidos Bal Harbour, Naples, Aspen y Los Hamptons. 

### Atracciones
Hay varias atracciones dentro de la ciudad de Scottsdale. Justo al lado de la autopista 101 se encuentra el parque acuático y el hotel Great Wolf Lodge, de nueva construcción. El Talking Stick Resort es una atracción y parte de la vida nocturna de Scottsdale con su casino de 98,000 pies cuadrados. Dentro de la misma vecindad se encuentran Butterfly Wonderland; OdySea Aquarium, que alberga a más de 6000 animales en 2 000 000 galones de agua; iFly Zone y muchos centros comerciales, incluido Fashion Square, justo al norte de Old Town Scottsdale. Scottsdale Fashion Square está entre los 30 centros comerciales más grandes del país y ofrece tiendas de lujo y lujo.

## Personalidades destacadas

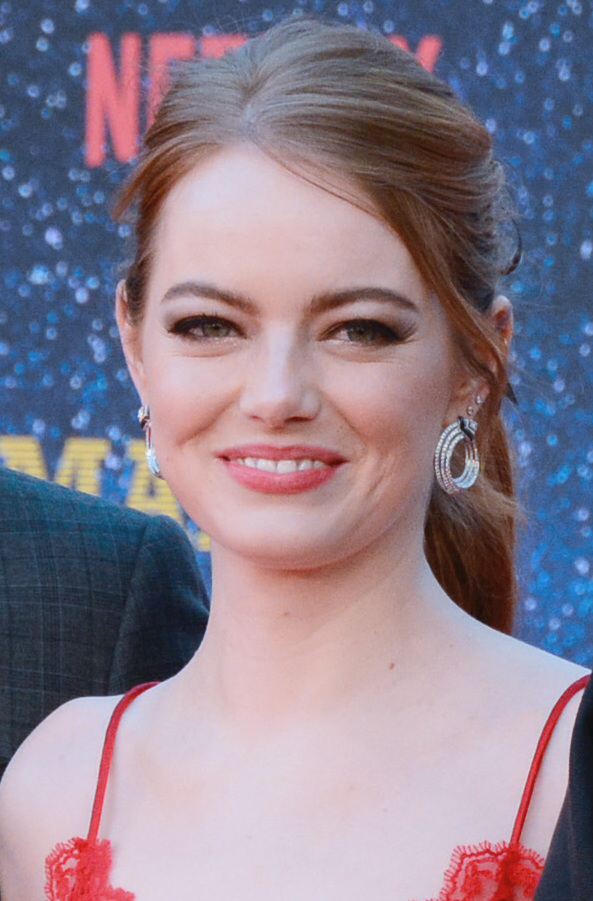
Emma Stone

- Emma Stone, actriz, nació en Scottsdale.
- Reagan Foxx, acriz pornográfica.